# … Nothing Like the Sun
… Nothing Like the Sun ist das zweite Studioalbum des britischen Popsängers Sting. Es wurde am 5. Oktober 1987 über das Label A&M Records veröffentlicht.

## Produktion
Sting widmete Nothing Like the Sun seiner kurz zuvor verstorbenen Mutter. Das Album ist inspiriert vom Jazz, so arbeitete Sting mit Jazzmusikern wie Branford Marsalis, Kenny Kirkland, Darryl Jones und Manu Katché zusammen. Die überwiegende Anzahl der Lieder auf dem Album wurde von Sting geschrieben. Ausnahmen sind Little Wing, eine Coverversion eines Titels von Jimi Hendrix und The Secret Marriage, eine Coverversion des Stücks An den kleinen Radioapparat von Bertolt Brecht und Hanns Eisler.

## Titelliste
1. The Lazarus Heart – 4:34
2. Be Still My Beating Heart – 5:32
3. Englishman in New York – 4:25
4. History Will Teach Us Nothing – 4:58
5. They Dance Alone – 7:16
6. Fragile – 3:54
7. We’ll Be Together – 4:52
8. Straight to My Heart – 3:55
9. Rock Steady – 4:27
10. Sister Moon – 3:46
11. Little Wing – 5:04
12. The Secret Marriage – 2:03

## Besetzung
- Sting – Gesang, Bass, Kontrabass, Gitarre "History Will Teach Us Nothing" und "Fragile"
- Manu Katché – Schlagzeug
- Kenny Kirkland – Keyboard
- Mino Cinelu – Percussion, Vocoder
- Branford Marsalis – Saxophon
- Andy Newmark – zusätzliches Schlagzeug
- Gil Evans und sein Orchester – "Little Wing"
- Hiram Bullock – Gitarre "Little Wing"
- Kenwood Dennard – zusätzliches Schlagzeug "Little Wing"
- Mark Egan – Bass "Little Wing"
- Andy Summers – Gitarre "The Lazarus Heart" und "Be Still My Beating Heart"
- Eric Clapton – Gitarre "They Dance Alone (Cueca Solo)"
- Fareed Haque – Gitarre "They Dance Alone (Cueca Solo)"
- Mark Knopfler – Gitarre "They Dance Alone (Cueca Solo)"
- Rubén Blades – Spanische Stimme "They Dance Alone (Cueca Solo)"
- Ken Helman – Klavier "The Secret Marriage"
- Renée Geyer – Begleitgesang
- Vesta Williams – Begleitgesang "We’ll Be Together"
- Dolette McDonald – Begleitgesang
- Janice Pendarvis – Begleitgesang
- Annie Lennox – Begleitgesang "We’ll Be Together"

## Singleauskopplungen
| Jahr | Titel                     | Höchstplatzierung, Gesamtwochen, AuszeichnungChartplatzierungen (Jahr, Titel, , Platzierungen, Wochen, Auszeichnungen, Anmerkungen) | Höchstplatzierung, Gesamtwochen, AuszeichnungChartplatzierungen (Jahr, Titel, , Platzierungen, Wochen, Auszeichnungen, Anmerkungen) | Höchstplatzierung, Gesamtwochen, AuszeichnungChartplatzierungen (Jahr, Titel, , Platzierungen, Wochen, Auszeichnungen, Anmerkungen) | Höchstplatzierung, Gesamtwochen, AuszeichnungChartplatzierungen (Jahr, Titel, , Platzierungen, Wochen, Auszeichnungen, Anmerkungen) | Anmerkungen                         |
| Jahr | Titel                     | DE | CH | UK | US | Anmerkungen                         |
| ---- | ------------------------- | --- | --- | --- | --- | ----------------------------------- |
| 1987 | We’ll Be Together         | — | — | UK41 (4 Wo.)UK | US7 (18 Wo.)US | Erstveröffentlichung: Oktober 1987  |
| 1987 | Be Still My Beating Heart | — | — | — | US15 (14 Wo.)US | Erstveröffentlichung: Dezember 1987 |
| 1988 | Englishman in New York    | — | — | UK51 (5 Wo.)UK | US84 (4 Wo.)US | Erstveröffentlichung: Februar 1988  |
| 1988 | Fragile                   | — | CH64 (4 Wo.)CH | UK70 (4 Wo.)UK | — | Erstveröffentlichung: März 1988     |
| 1988 | They Dance Alone          | DE66 (3 Wo.)DE | — | UK94 (1 Wo.)UK | — | Erstveröffentlichung: Juli 1988     |

## Rezeption
| Professionelle Bewertungen | Professionelle Bewertungen |
| -------------------------- | -------------------------- |
| Kritiken                   |                            |
| Quelle                     | Bewertung                  |
| allmusic                   | [ 2 ]                      |
| Rolling Stone              | [ 3 ]                      |

## Kommerzieller Erfolg

### Chartplatzierungen
| ChartsChartplatzierungen       | Höchstplatzierung | Wochen |
| ------------------------------ | ----------------- | ------ |
| Deutschland (GfK)              | 4 (70 Wo.)        | 70     |
| Österreich (Ö3)                | 3 (48 Wo.)        | 48     |
| Schweiz (IFPI)                 | 3 (45 Wo.)        | 45     |
| Vereinigte Staaten (Billboard) | 9 (52 Wo.)        | 52     |
| Vereinigtes Königreich (OCC)   | 1 (47 Wo.)        | 47     |

| ChartsJahrescharts (1988) | Platzierung |
| ------------------------- | ----------- |
| Deutschland (GfK)         | 8           |
| Österreich (Ö3)           | 5           |
| Schweiz (IFPI)            | 3           |

### Auszeichnungen für Musikverkäufe
...Nothing Like the Sun wurde 1988 in Deutschland für mehr als 500.000 verkaufte Einheiten mit einer Platin-Schallplatte ausgezeichnet. In den Vereinigten Staaten wurde das Album 1991 für über zwei Millionen Verkäufe mit Doppel-Platin ausgezeichnet.
| Land/Region                  | Auszeichnungen für Musikverkäufe (Land/Region, Auszeichnung, Verkäufe) | Verkäufe  |
| ---------------------------- | ---------------------------------------------------------------------- | --------- |
| Deutschland (BVMI)           | Platin                                                                 | 500.000   |
| Frankreich (SNEP)            | 2× Platin                                                              | 600.000   |
| Hongkong (IFPI/HKRIA)        | Gold                                                                   | 10.000    |
| Kanada (MC)                  | Platin                                                                 | 100.000   |
| Neuseeland (RMNZ)            | Platin                                                                 | 20.000    |
| Niederlande (NVPI)           | Platin                                                                 | 100.000   |
| Portugal (AFP)               | Gold                                                                   | 20.000    |
| Schweiz (IFPI)               | 2× Platin                                                              | 100.000   |
| Spanien (Promusicae)         | Platin                                                                 | 100.000   |
| Vereinigte Staaten (RIAA)    | 2× Platin                                                              | 2.000.000 |
| Vereinigtes Königreich (BPI) | Platin                                                                 | 300.000   |
| Insgesamt                    | 2× Gold · 12× Platin ·                                                 | 3.850.000 |

Hauptartikel: Sting/Auszeichnungen für Musikverkäufe